# Ludvík Bartoš
Ludvík Bartoš (29. července 1880, Drásov – 16. února 1952, Znojmo) byl český novinář a vydavatel.

## Biografie
Ludvík Bartoš se narodil v Drásově u Brna v roce 1880, od roku 1907 působil v Tišnově, kde do roku 1909 pracoval v týdeníku Náš kraj, následně odešel do Třebíče, kde se stal redaktorem týdeníku Jihozápadní Morava, od roku 1910 působil také ještě v týdeníku Moravský jih ve Znojmě a také v týdeníku Hlasy ze západní Moravy. V roce 1914 byl zatčen a uvězněn a roku 1915 byl odveden, propuštěn ze služby byl až v roce 1919.
Od roku 1920 působil v týdeníku Demokrat, který začlenil tehdejší týdeník Jihozápadní Morava. V roce 1920 začal vydávat také týdeník Jihlavsko, roku 1921 začal vydával boskovický týdeník Naše zájmy (ty vydával do roku 1926 a pak znovu od roku 1934 do roku 1938), v letech 1925-1927 a 1934 a 1938 vydával také moravskobudějovické Naše Noviny. Ke konci kariéry mezi lety 1937 a 1941 vydával týdeník Jevíčsko.